# Relations entre les États-Unis et la France
Les relations entre la France et les États-Unis ont débuté avant même la création des États-Unis d'Amérique. La France est le principal contributeur à la naissance des États et de leur fédéralisme propre, aussi bien sur le plan philosophique construit autour des idéaux des Lumières, source de la future Constitution américaine, que sur le plan militaire et diplomatique, avec le support décisif apporté contre les Anglais. Le 3 mai 1803, Napoléon vend la Louisiane aux Américains. Depuis la guerre d'indépendance des États-Unis, la France est son meilleur allié politique et militaire. Les deux pays ont en effet pu compter sur un soutien mutuel constant depuis le XVIIIe siècle et au cours de la période contemporaine, plaçant la France comme l'interlocuteur européen de premier choix pour les États-Unis. Mais malgré des relations diplomatiques courtoises, subsistent des désaccords sur certains dossiers jusqu'à aujourd'hui.

## Époque coloniale (XVIIeetXVIIIesiècles)
Chateaubriand écrit dans la préface d'Atala « La France possédait autrefois, dans l'Amérique septentrionale, un vaste empire qui s'étendait depuis le Labrador jusqu'aux Florides, et depuis les rivages de l'Atlantique jusqu'aux lacs les plus reculés du haut Canada. »
Les relations entre la France et les États-Unis débutent avant même la création des États-Unis. Les Français sont parmi les premiers à explorer les côtes nord-américaines, à y installer des colons et à en explorer l'intérieur des terres. Louis Jolliet et le père Marquette, pour ne citer qu'eux, explorent le Mississippi dès 1643. Selon L'Express du 4 octobre 2004, on comptait à cette date 8,3 millions de Français de souche aux États-Unis.
Plusieurs guerres ont opposé la France et la Grande-Bretagne aux XVIIe et XVIIIe siècles et se sont déroulées sur le sol américain : la guerre de la Ligue d'Augsbourg (1688-1697) ; la guerre de Succession d'Espagne (1701-1714) ; la guerre de Succession d'Autriche (1744-1748) ; et la guerre de Sept Ans (1756-1763).

### Engagement de la France dans la guerre d'indépendance

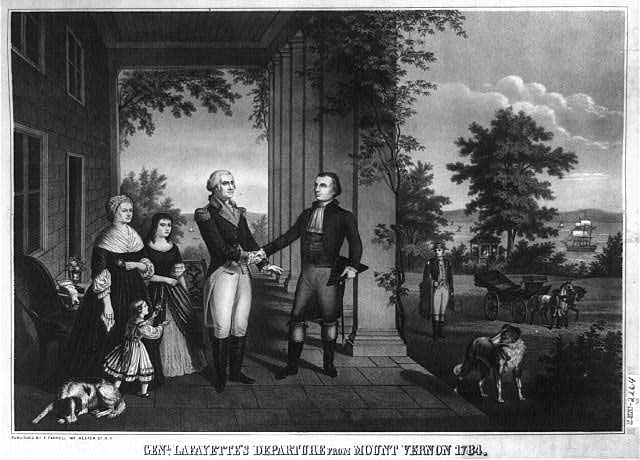
La Fayette et Washington.

Le royaume de France a soutenu le combat des indépendantistes américains. Si La Fayette est de nos jours la figure emblématique de cette politique pro américaine anti-britannique, il n'en reste pas moins vrai qu'il avait été précédé sur le terrain par Armand-Charles Tuffin, marquis de La Rouërie, intégré dans l'armée de George Washington avec le grade de colonel sous le nom de colonel Armand. Ce dernier paya de sa poche l'équipement de ses hommes avant de se retrouver à la tête du 1er bataillon de la légion de partisans. Au printemps 1778, La Rouërie obtint l'autorisation du Congrès de créer une légion de « Chasseurs libres et indépendants » forte de 452 hommes et 14 officiers - une force considérable pour l'époque -, placée sous ses ordres mais prise en charge financièrement par le Congrès. En 1781, la flotte française contribua grandement à la victoire de Yorktown en Virginie, laquelle mit fin à la Guerre d'Indépendance. Le traité de paix entre la Grande-Bretagne et ses anciennes colonies, ainsi que la reconnaissance de l'indépendance des États-Unis furent signés à Paris le 3 septembre 1783.
L'envoi de troupes et d'armes contre le Royaume-Uni de Grande-Bretagne est conditionné par la volonté française de prendre une revanche sur l'humiliation de 1763. L'appui des insurgents américains répond aussi au désir des milieux éclairés d'établir une république sur le continent américain. Au début de l'insurrection des colons américains, la France a envoyé secrètement des armes et des munitions pour les soutenir. Après la Déclaration d'indépendance du 4 juillet 1776, le Congrès américain envoya Benjamin Franklin qui débarque à Auray avant de se rendre à Nantes puis à Paris pour obtenir de l'aide pour les « Insurgents ». Il souhaite surtout recruter des officiers pour l'armée continentale et solliciter une alliance militaire. La victoire des rebelles américains à Saratoga en 1777 incite la France à signer un traité de commerce et une alliance militaire en février 1778. La France est parmi les premières nations qui reconnaîssent officiellement les États-Unis d'Amérique.
L'amiral Charles Henri d'Estaing arriva à la tête d'une flotte et combattit aux côtés du général John Sullivan. D'Estaing perd le siège de Savannah. L'alliance franco-américaine se renforce grâce à l'arrivée du comte de Rochambeau en 1780. Les forces navales françaises participent à la bataille de la baie de Chesapeake et rendirent possible la victoire de Yorktown en Virginie en octobre 1781, qui achève la guerre.
Le 7 juin 1777, le marquis de La Fayette envoie une lettre à sa femme qui déclare :

« Défenseur de cette liberté que j'idolâtre, libre moi-même plus que personne, en venant comme ami offrir mes services à cette république (des États-Unis) si intéressante, je n'y porte nul intérêt personnel. Le bonheur de l'Amérique est intimement lié au bonheur de toute l'humanité ; elle va devenir le respectable et sûr asile de la vertu, de l'honnêteté, de la tolérance, de l'égalité et d'une tranquille liberté. »

Pendant le traité de Paris, les négociations de paix se font sous la houlette de Benjamin Franklin, John Adams et John Jay. Des personnalités politiques comme Thomas Jefferson, sont alors fondamentalement francophiles.

## Des relations complexes avec la jeune nation (XIXesiècle)
Après la signature du traité de paix de 1783, deux grands partis politiques se forment aux États-Unis: les républicains-démocrates, francophiles et les fédéralistes qui souhaitent renouer les liens avec la Grande-Bretagne.
Les relations entre la France et les États-Unis suivront les influences relatives de ces deux partis. C'est ainsi que les États-Unis et la France conçoivent leurs constitutions à la même époque et que la philosophie des Lumières inspire ces mouvements et transparaît clairement dans les deux textes. Mais la jeune nation signe bien vite quantités d'accords avec l'ancienne métropole coloniale et le soutien américain durant les guerres révolutionnaires puis de l'empire fut quasi inexistant.

### Influence américaine sur la Révolution française
Les événements révolutionnaires en Amérique ont trouvé un écho en France, parmi la noblesse et la bourgeoisie éclairée notamment. Les officiers français ayant servi la cause des insurgés américains rentrent en France : le plus célèbre est le marquis de La Fayette. La référence politique à la révolution américaine est présente à l'esprit des députés en 1789 : Thomas Jefferson a commenté et annoté un projet de déclaration des droits présentés par La Fayette. Jacques Pierre Brissot, qui séjourna aux États-Unis en 1788, crée une société gallo-américaine. De nombreuses éditions de la Déclaration d'indépendance et de la constitution américaine circulent en France

### Quasi-guerre
Au début de la Révolution française, les relations sont excellentes entre les républicains américains et les révolutionnaires français et un parti français à Washington tentait de les renforcer, mais elles se détériorent après l'exécution de Louis XVI. Les Français reprochent au gouvernement de Washington sa neutralité dans les guerres révolutionnaires, le rapprochement avec la Grande-Bretagne et les retards de remboursement de la dette.
En 1794, Edmond-Charles Genêt (1763-1834), ambassadeur de France à Philadelphie, est révoqué sur demande du gouvernement américain après de nombreuses maladresses. Ils lui fournissent cependant l'asile et s'opposent à son retour en France.
Le 19 novembre 1794, le traité de Londres signé par John Jay est vécu comme une trahison par les Français, puisqu'il permet aux Britanniques de confisquer les marchandises françaises découvertes dans les navires américains. La Convention réplique en immobilisant des navires américains au mouillage dans les ports français et en autorisant ses corsaires à arraisonner ceux qui sont en mer.
En 1797 éclate l'affaire XYZ. Des agents du ministre français des Affaires étrangères Charles-Maurice de Talleyrand-Périgord exigent des pots-de-vin de la part des émissaires américains venus négocier un traité. Ces révélations provoquent un scandale aux États-Unis et le président John Adams doit peser de tout son poids pour éviter une déclaration de guerre formelle contre la France.
Les relations entre les deux pays continueront cependant de se dégrader pour aboutir à la révocation de Charles Pinckney. C'est le début de l'état de « quasi-guerre », avec des combats navals entre les deux nations, qui ne prendra fin qu'avec la signature du traité de Mortefontaine en 1800.

### Vente de la Louisiane

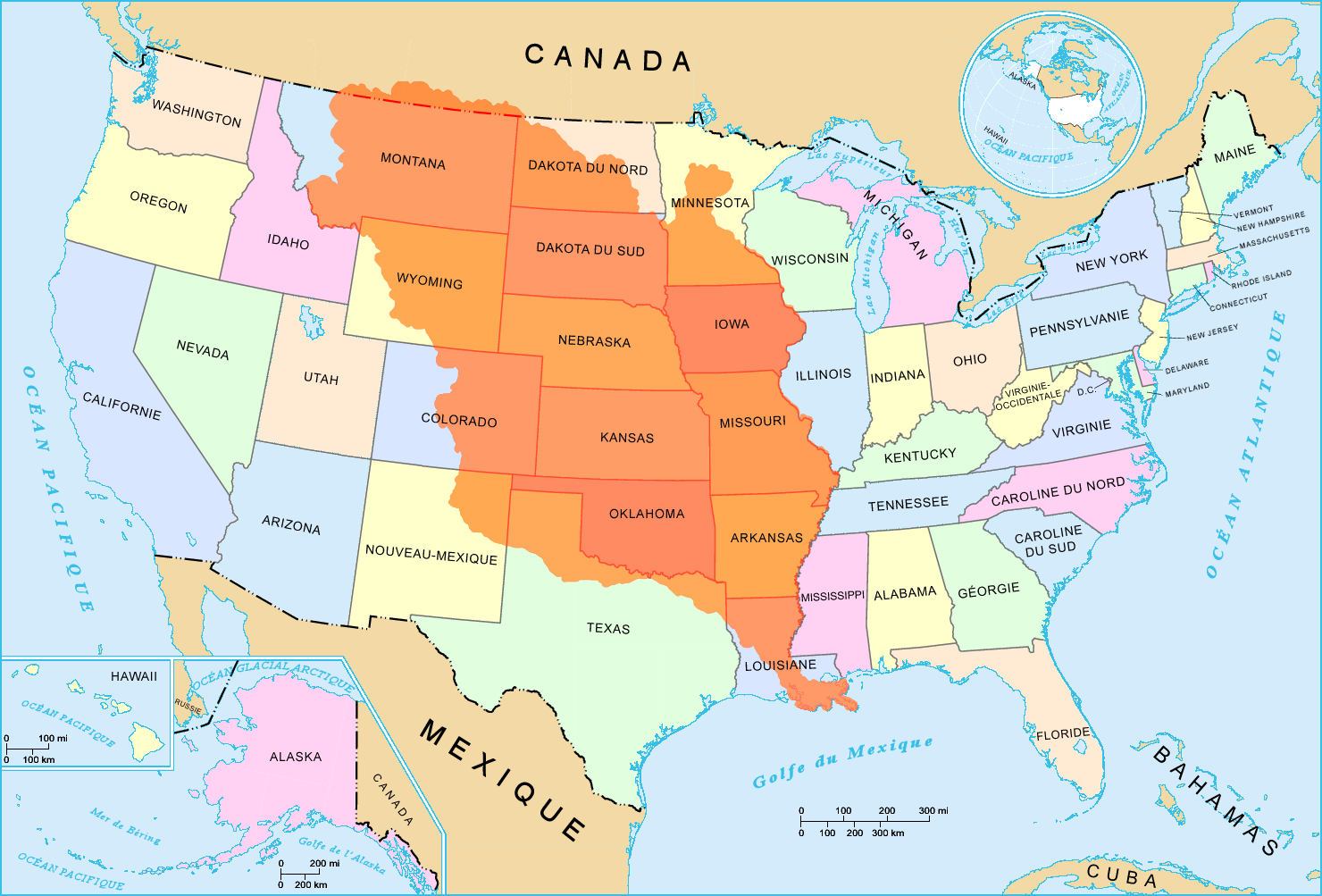
Achat de la Louisiane par les Américains.

Par les conventions du 30 avril 1804, le premier consul Napoléon Bonaparte vend la Louisiane, dont la superficie correspondait à dix états américains actuels, aux États-Unis. On dit souvent que la France et les États-Unis ne se sont jamais fait la guerre, mais le contrat de cession de la Louisiane française garde la trace de ces conflits. En effet, sur les sommes demandées par la France aux États-Unis, 25 % sont retenues par les États-Unis au titre des « dommages de guerre » à la suite des confrontations, le plus souvent défavorables aux Américains, qui marquèrent la période troublée de la Révolution. La somme demandée par la France pour la Louisiane représentait également 150 % du PIB des États-Unis de l'époque, et c'était donc une somme non négligeable. Les États-Unis n'avaient évidemment pas ces liquidités, et des banques françaises furent sollicitées pour financer le contrat.
En 1831, le gouvernement de Louis-Philippe Ier envoie Alexis de Tocqueville et Gustave de Beaumont étudier le système pénitentiaire américain. De retour en France après un voyage de neuf mois, Tocqueville publie De la démocratie en Amérique (1835, 1840), un ouvrage sur le système politique et social américain, qui devient rapidement un succès en Europe comme aux États-Unis. Beaumont, quant à lui, publie Marie, ou l'esclavage aux États-Unis (1835), un roman sur la condition des esclaves noirs.
En 1848, de nombreux Français partent en Californie pour faire fortune et participent avec d'autres à la ruée vers l'or. Dans les années 1845-1852, San Francisco compte ainsi près de 5 000 Français.

### Guerre de Sécession
Napoléon III, à l'image des autres régimes européens, tient à rester officiellement neutre dans la guerre de Sécession qui ravage les États-Unis entre 1861 et 1865. Officieusement toutefois, comme les Britanniques, il a une préférence pour les Sudistes, qui ont un état d'esprit plus « européen » que les Yankees du Nord. Napoléon III interdit à tout Français résidant aux États-Unis de participer au conflit.
Pourtant, sur les 53 989 Français recensés aux États-Unis en 1860, 40 % prirent les armes dans le Nord, soit environ 14 000 sur 35 819, contre environ 60 % dans le Sud; soit 12 000 combattants sur 18 170 Français du Sud. Certains régiments de Français s'illustrèrent dans les deux camps. Citons ici le 55e régiment de New York, les « Gardes La Fayette », pour les Yankees, et les troupes du général Camille de Polignac, surnommé « La Fayette du Sud » par les confédérés.

### Période de paix et artistique

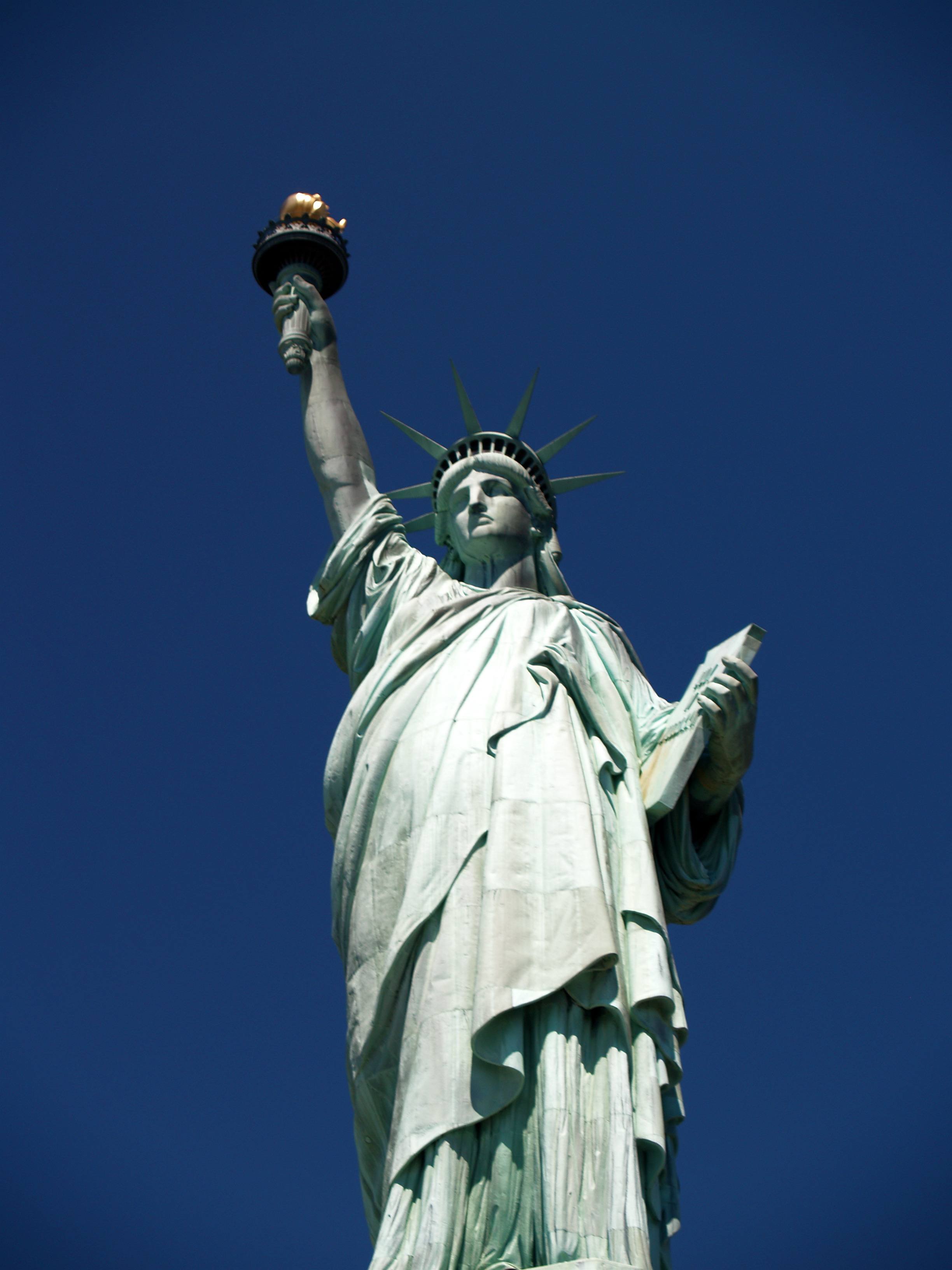
Statue de la Liberté, New York.

Les populations de France et des États-Unis sont comparables en 1870. C'est à cette période d'égalité démographique que le sculpteur français Bartholdi expose le 10 mai 1876 à l'Exposition universelle de Philadelphie la « torche de la Liberté » que devrait brandir la statue de la Liberté alors en projet. Construite et même totalement assemblée à Paris, la statue de la Liberté est ensuite démontée et mise en pièces détachées dans les caisses expédiées à New York. Elle est finalement inaugurée le 28 octobre 1886.
D'une manière générale, l'influence de l'Académie des beaux-arts de Paris sur l'architecture américaine s'étend de 1860 aux années 1930. Elle est énorme et fondamentale, comme en témoignent les nombreux bâtiments néo-classiques de l'architecture institutionnelle américaine. Plusieurs architectes américains (Richard Morris Hunt, Henry Hobson Richardson, Frank Furness) voyagent en France et rapportent l'éclectisme en vigueur à cette époque.
Pierre-Charles l'Enfant, architecte français, sera même à l'origine de la fondation urbaine de Washington, telle qu'on la connaît aujourd'hui.

## Temps des guerres (1914-1945)

### Première Guerre mondiale

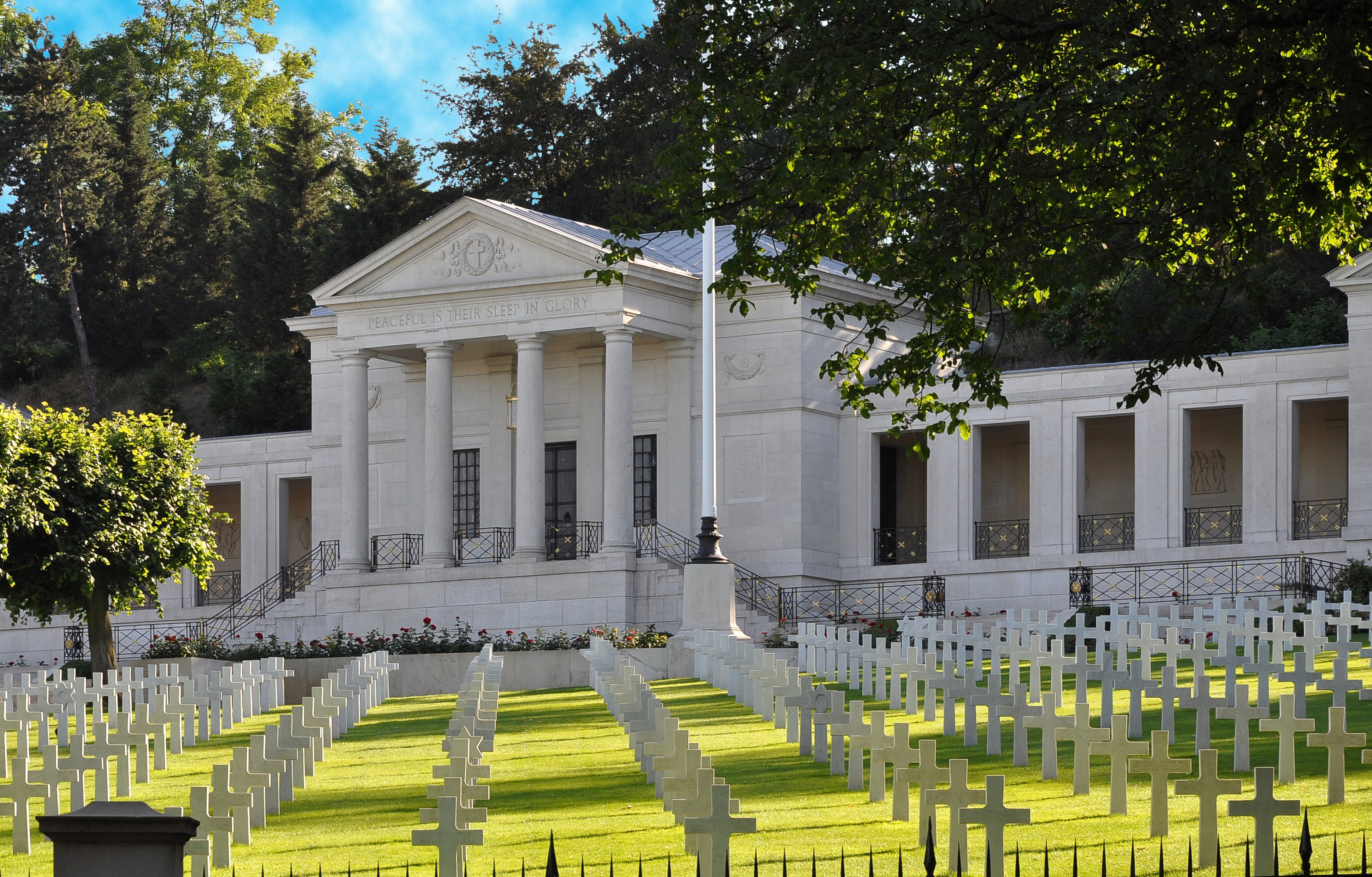
Le cimetière américain de Suresnes.

Au début de la guerre, les États-Unis observent une politique de stricte neutralité. Isolationnistes par tradition et encore très vulnérables militairement, ils n'ont aucun intérêt direct à défendre dans le conflit qui vient d'éclater. Si l'opinion publique penche en faveur des alliés, l'Allemagne étant désignée comme la principale responsable des horreurs de la guerre, elle manifeste des sentiments pacifistes très forts.
En janvier 1915, puis en janvier 1916 Edward Mandell House est chargé par le président Woodrow Wilson de mettre en place une conférence de paix. Ses missions sont des échecs du fait de l'intransigeance des gouvernements, dont celui de la France qui exige la rétrocession de l'Alsace-Lorraine. En janvier 1917, une troisième tentative obtient l'accord des alliés, mais l'Allemagne s'oppose toujours à une médiation des États-Unis.
Sur un plan économique, la guerre permet aux États-Unis d'exporter leurs produits. Le commerce transatlantique est florissant, jusqu'en 1917 quand les Allemands décident de reprendre la guerre sous-marine qu'ils avaient suspendue après le torpillage du paquebot Lusitania en 1915. Les États-Unis rompent les relations diplomatiques avec l'Allemagne. Le 19 mars 1917, les Allemands coulent le Viligentia. Le 2 avril 1917, Wilson fait voter la déclaration de guerre par le Sénat. Le Comité Nye estimera en 1936 que c'était principalement des considérations économiques liées à la dette des alliés, qui avaient motivé cette entrée en guerre. Les États-Unis étaient en effet devenus très rapidement créanciers du vieux Continent, prêtant 2,3 milliards de dollars aux alliés et 27 millions aux empires centraux.
Dans les mois qui suivent, les soldats américains s'engagent progressivement sur le territoire français. Le gros des troupes arrive dans les tranchées de la Première Guerre mondiale à l'été 1918. Diplomatiquement toutefois, l'avis américain pèse peu face à la résolution française de mettre définitivement hors d'état de nuire la menace allemande. Les quatorze points avancés par le président des États-Unis Woodrow Wilson lors de la création de la Société des Nations ne sont donc pas repris dans le traité de Versailles.
Le 19 février 1999, le président de la République française, Jacques Chirac, remet la légion d'honneur à des anciens combattants américains de la Première Guerre mondiale, à Washington D.C. au total, près de 300 anciens combattants américains ont déjà reçu cette distinction.

### Entre-deux-guerres
Pendant l'entre-deux-guerres, les intérêts respectifs des deux pays sont le plus souvent contradictoires. La France a payé un énorme tribut humain et économique à la victoire sur l'Allemagne à laquelle elle entend imposer des conditions de paix très dures afin d'éviter tout risque de résurgence de la menace allemande. Cette attitude intransigeante se heurte à la position américaine assez idéaliste du président Wilson dont il synthétise en quatorze points les principes de droit des nationalités et de libre disposition des peuples lors d'un discours retentissant prononcé le 8 janvier 1918 devant le Congrès des États-Unis. Même si la France ne voit pas toutes ses revendications territoriales satisfaites en raison de l'opposition des anglo-saxons, le traité de Versailles du 28 juin 1919 adopte largement la ligne dure prônée par la France. Bien qu'il inclue la création de la Société des Nations voulue par Wilson, le traité n'est finalement pas ratifié par les États-Unis dont la politique va de plus en plus être inspirée par les partisans de l'isolationnisme.
Les États-Unis sont devenus avec la guerre les banquiers du monde et en sont les grands bénéficiaires sur le plan économique. La question des dettes contractées par la France auprès des Américains et celle du paiement des réparations qui doivent être honorées par l'Allemagne vont être source de discorde avec les États-Unis qui souhaitent l'aider pour éviter que la révolution bolchévique n'y fasse tache d'huile et pour ne pas laisser la France devenir la seule grande puissance en Europe continentale. La France voit son espoir d'une annulation au moins partielle de ses dettes américaines déçu et entend par contrecoup que l'Allemagne respecte à la lettre le paiement des réparations. Le refus de ce dernier conduit à l'occupation de la Ruhr en 1923. Des accords sont finalement trouvés sur la question des réparations avec le plan Dawes en 1924 et le plan Young en 1929 et sur la question de la dette avec l'accord Mellon-Bérenger signés en 1926 qui réduisent substantiellement les sommes à payer par la France. Ces accords sont impopulaires en France, où l'opinion publique considère que les États-Unis devraient annuler la dette compte tenu des pertes énormes subies pendant la guerre. Ils seront finalement ratifiés en 1929, mais le krach des marchés financiers d'octobre 1929 rend ces accords peu applicables et rouvre un bras de fer avec les Américains, qui n'acceptent pas l'arrêt des paiements ,.

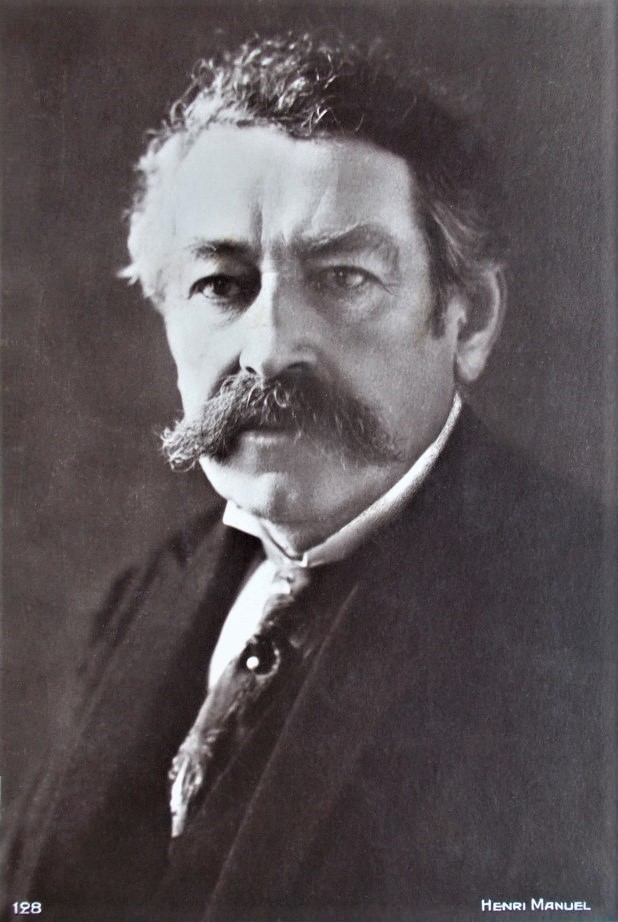
Aristide Briand

Malgré les désaccords relatifs à la question de la dette, l'amélioration progressive du contexte économique à partir du début des années 1920s apaise les tensions internationales et favorise la recherche de solutions de sécurité collective. La conférence navale de Washington à laquelle la France participe aboutit en 1922 à plusieurs traités de limitation des flottes de guerre. Les États-Unis et la France sont à l'origine à l'origine du Pacte Briand-Kellogg d'août 1928 qui met la guerre hors la loi, mais n'a finalement aucune portée pratique car son application ne dépend que de la bonne volonté de ses signataires. De plus les conférences sur le désarmement de 1925 à 1932 n'aboutissent à aucun résultat. Avec au pouvoir des républicains depuis 1921, les États-Unis tournent le dos à la politique progressiste de Wilson, opèrent un repli sur eux-mêmes et mettent leur puissance au service de leurs intérêts propres et laissent les Européens aux prises avec la crise économique, la montée de l'extrême droite et des fascismes qui mettront fin aux espoirs de bonne entente entre eux. À partir de 1932, les relations entre la France et les États-Unis sont limitées aux affaires courantes.
L'élection d'un démocrate, Franklin Delano Roosevelt, n'inverse pas la politique étrangère : il a été élu avant tout pour résoudre la crise économique intérieure, l'opinion publique demeure essentiellement isolationniste et le Congrès vote des lois de neutralité qui interdisent toute aide à un pays en guerre, agresseur comme agressé. Toutefois à partir de 1937 Roosevelt, conscient du danger  que le régime nazi en Allemagne représente pour la paix, prend position dans son « discours de la quarantaine » et commence un travail de longue haleine pour que l'opinion publique américaine évolue et rendre ainsi possible que les États-Unis soutienne les nations en guerre contre les Nazis. Des contacts secrets sont pris en 1938 pour permettre l'acquisition par la France d'avions américains, qui ne peuvent finalement aboutir. En septembre 1939, l'opinion américaine n'est pas encore mûre pour accepter que leur pays se range aux côtés de la France et de la Grande-Bretagne qui déclarent la guerre à l'Allemagne nazie, et Roosevelt maintient l'embargo sur les armes et les munitions. L'implication des États-Unis dans la Seconde Guerre mondiale en 1941 est trop tard pour la France, qui subit une défaite totale en 1940,.
La fragile prospérité des années 1920 et le rêve d'un monde nouveau que les années folles caractérisent voient émerger à une échelle nouvelle des loisirs et une culture populaire, qui ne sont plus seulement réservés à une élite. La culture américaine  s'implante en Europe avec le jazz, ou d'autres formes musicales, favorisée par le développement de la radio et du disque. Des romanciers comme William Faulkner sont largement lus en France. Le cinéma connaît un essor considérable, impulsé d'abord par les Français, puis relayé par le cinéma américain, qui diffuse largement leurs productions, souvent innovantes comme les comédies musicales ou les dessins animés. À la même époque, la mode, la littérature, la philosophie, le théâtre, l'art et la gastronomie française sont appréciés des élites américaines. Nombreux sont aussi les écrivains et artistes américains qui viennent s'installer en France,, notamment des Afro-Américains qui, tels Joséphine Baker ou Sidney Bechet, y apprécient de ne plus subir la ségrégation raciale existant encore dans leur pays.

### Seconde Guerre mondiale
Au début de la Seconde Guerre mondiale, les États-Unis ne sont absolument pas prêts à s'engager auprès de la France et de la Grande-Bretagne, malgré leur aversion totale à l'encontre du régime nazi. Le 16 juin 1940, Roosevelt rejette la demande d'assistance militaire émise par Paul Reynaud deux jours plus tôt alors que l'armée française est en pleine déroute à la grande surprise des Américains, qui prennent brutalement conscience de la possibilité que leur pays doive à nouveau s'engager dans une guerre mondiale avec les Britanniques. L'ampleur de la défaite de la France conduit les Américains à ne plus compter avec elle dans l'avenir.
Au moins jusqu'en avril 1942, le gouvernement légitime de la France est aux yeux des Américains celui du maréchal Pétain à Vichy. Ils espèrent, sans grand succès, pouvoir influencer la politique du gouvernement français dans un sens qui ne soit pas entièrement favorable aux Allemands. Le secrétaire d'État américain, Cordell Hull, développe une franche hostilité à l'égard de ce qu'il appelle la "soi-disant France libre" et de de Gaulle lui-même et le considère comme un aventurier, en raison notamment de l'échec des FFL à Dakar et de leur prise de contrôle de Saint-Pierre et Miquelon en décembre 1941 contre l'avis des Américains. L'opinion publique américaine est bien plus favorable à de Gaulle et à la France libre, mais Roosevelt est influencé par son secrétaire d’État.
De Gaulle et Roosevelt se rencontrent pour la première fois très tardivement le 22 janvier 1943 sans que cela ne rapproche les deux hommes. En 1942 et 1943, les Américains recherchent un troisième homme qui ne soit ni inféodé à Vichy ni de Gaulle qu'ils pensent trouver en la personne de Giraud. Fort du soutien de la Résistance dans son ensemble et profitant des faiblesses politiques de son rival, de Gaulle réussit à s'imposer fin 1943 comme seul leader du CFLN que les Américains ne reconnaissent toujours pas comme le représentant légitime de la France. Roosevelt et de Gaulle se rencontrent à plusieurs reprises sans que se dissipe leur incompréhension mutuelle, le premier reprochant au second son arrogance et sa rigidité, le second voyant dans Roosevelt un homme persuadé que la puissance des États-Unis lui donne le droit d'imposer ses vues à tous les autres pays.
En revanche, le général Eisenhower qui commande les forces alliées en Europe, sans doute davantage conscient de la légitimité croissante de de Gaulle se montre plus ouvert. C'est lui qui permet la libération de Paris en août 1944 par la 2e DB de Leclerc et qui finit par accepter en janvier 1945 que l'Alsace ne soit pas évacuée pour raccourcir le front menacé par une contre-offensive allemande, contrairement à la première décision qu'il a prise,.
Le gouvernement américain s'oppose à la présence de Français lors du débarquement de novembre 1942 en Afrique du Nord. L’intérêt américain est de favoriser le déclin de la France dans ses colonies afin d'y développer leur propre influence. Dans ses mémoires, de Gaulle note : « Jamais les Anglo-Saxons ne consentirent à nous traiter comme des alliés véritables. Jamais ils ne nous consultèrent, de gouvernement à gouvernement, sur aucune de leurs dispositions. Par politique ou commodité, ils cherchaient à utiliser les forces françaises pour les buts qu’eux-mêmes avaient fixés. » D'une manière générale, les États-Unis avaient intérêt au démantèlement des empires coloniaux britanniques et français qui leur interdisaient le marché des territoires sous domination européenne. Roosevelt de surcroît jugeait que la défaite de la France et la collaboration du gouvernement de Vichy avec l'Allemagne ôtait à celle-ci toute autorité politique pour conserver son empire colonial. Néanmoins, s'il donne avec Cordell Hull dès 1942, une impulsion sans précédent au mouvement de décolonisation, il est contraint les derniers mois de sa vie, du fait de considérations de sécurité militaire, de modérer cet anticolonialisme.

### Rétablissement de la souveraineté de la France
En vue de la Libération, le président Roosevelt prévoit de placer la France sous administration provisoire des États-Unis et du Royaume-Uni, l'AMGOT. L'entourage de Charles de Gaulle s'active pour mettre à bas le plan américain de gouvernement militaire de l'armée des États-Unis en France et soit reconnue la légitimité du Gouvernement provisoire de la République française (GPRF). Ce dernier succède le 3 juin 1944 au Comité français de libération nationale (CFLN). Malgré de fortes réticences résultant des relations difficiles avec Roosevelt, les États-Unis reconnaissent finalement le GPRF le 23 octobre 1944.

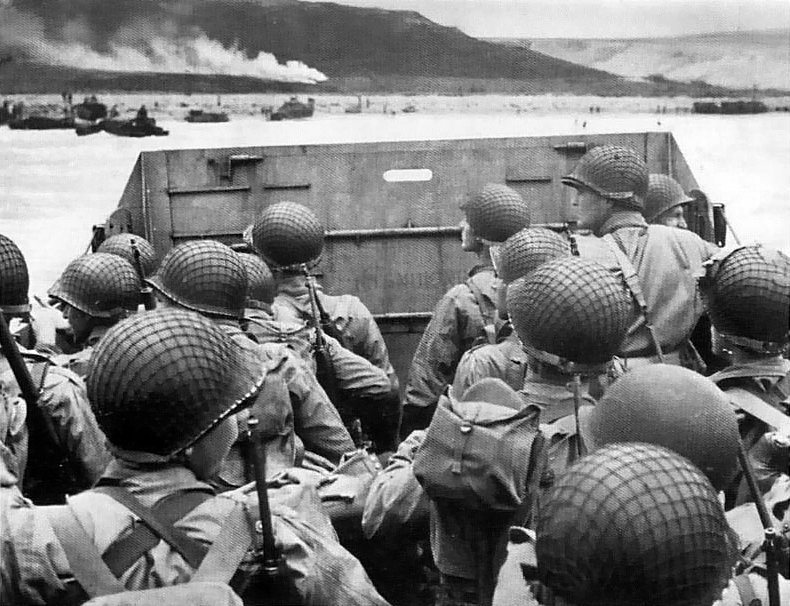
Débarquement américain en Normandie, juin 1944.

L'enjeu suivant pour de Gaulle est que la France devienne la quatrième grande puissance au côté des trois vainqueurs de la guerre. Grâce à l'appui de Churchill, c'est chose faite à la conférence de Yalta qui octroie à la France une zone d'occupation en Allemagne, prélevée sur celles des États-Unis et du Royaume-Uni, et un siège de membre permanent au Conseil de sécurité des Nations unies.

## Période de la guerre froide (1945-1989)

### Entrée dans la guerre froide (1945-1947)
Marquée par la défaite de 1940, la France n'est plus vraiment une grande puissance à la fin de la Seconde Guerre mondiale : si elle l'est formellement, en pratique elle n'est pas associée aux conférences les plus importantes de l'après-guerre. Elle a besoin de l'aide économique et militaire américaine pour entamer sa reconstruction et reformer son armée, rapidement aux prises avec la guerre en Indochine. La France n'a de ce fait plus vraiment les moyens d'imposer ses vues, celles relatives notamment à l'Allemagne dont elle craint par-dessus tout la renaissance, ce qui la conduit ainsi à prendre des positions extrêmes, influencées par la présence de ministres communistes au gouvernement, qui ne cadrent pas avec la volonté des États-Unis et du Royaume-Uni de remettre à flot l'Allemagne sur le plan économique le plus vite possible et de ne pas laisser l'Union soviétique prendre un quelconque contrôle sur les trois zones d'occupation occidentales.
| 1945-1947 | 1/1948-6/1948 | 7/1948-6/1949 | 7/1949-6/1950 | 7/1950-6/1951 | Total |
| --------- | ------------- | ------------- | ------------- | ------------- | ----- |
| 1 947     | 646           | 978           | 688           | 444           | 4 704 |

Dès la fin de la guerre, les États-Unis apportent une aide financière importante à la France. L'accord signé par Byrnes et Blum le 28 mai 1946 ne suffit cependant pas à assainir la situation du pays. Ces aides et les accords commerciaux ou culturels passés avec les États-Unis induisent des polémiques en France sur l'impérialisme américain et le danger d'américanisation de la société française.
La guerre froide s'installe définitivement en 1947. L'échec des conférences entre les anciens alliés pour trouver un accord de paix relatif à l'Allemagne et le refus de Staline que l'URSS et les pays d'Europe de l'Est rejoignent le plan Marshall achèvent de convaincre les Américains qu'il n'est pas possible de trouver un accord avec les Soviétiques et aboutit à la mise en place de la doctrine Truman d'endiguement du communisme partout dans le monde.
Le renseignement qui arrive au président Harry S. Truman font état d'une menace communiste forte en France, et son administration craint que le pays ne devienne un satellite soviétique. L'administration Truman met en garde les autorités françaises contre une tentative de soulèvement généralisé dans les mois qui précèdent les grèves dures du printemps et de l'automne 1947. Le renvoi des ministres communistes du gouvernement de Paul Ramadier le 4 mai 1947 crée des tensions très fortes, qui confortent aussi les Américains d'abandonner toute idée d'isolationnisme et au contraire de s'impliquer durablement dans le redressement et la sécurité de l'Europe occidentale afin d'éviter que les partis communistes, puissants au moins en France (PCF) et en Italie (PCI), ne finissent par prendre le pouvoir légalement, plaçant toute l'Europe sous la domination de Staline.
La politique d'équilibre entre Washington et Moscou n'est plus tenable. Dès lors, la France réoriente sa politique dans le sens de la recherche exclusive d'accords entre occidentaux, soit avec les seuls Européens, soit dans une optique atlantiste avec les États-Unis.

### Impuissance française (1948-1958)

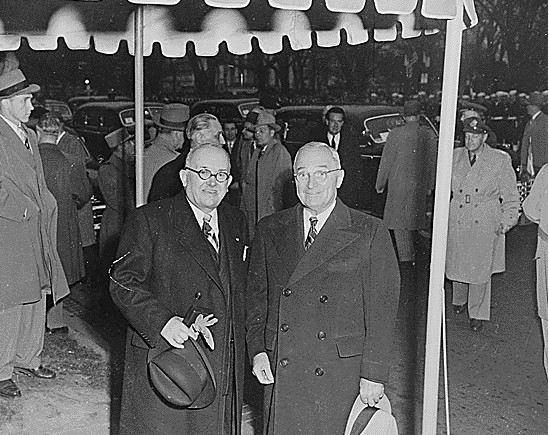
Vincent Auriol et Harry S. Truman en 1951.

De manière générale, les États-Unis voient en la France de la IVe République un allié fidèle mais le plus souvent aux prises avec des difficultés politiques intérieures qui en font le maillon faible de l'Europe de l'Ouest. Les divisions internes des gouvernements où bien souvent les titulaires de portefeuilles clés ne se coordonnent pas entre eux conduisent à une désorganisation et à une paralysie qui exaspère les Américains. Après le rejet de la Communauté européenne de défense en août 1954 par le parlement français, l'ambassadeur des États-Unis en France écrit que la France est malade, qu'il n'est pas sûr que l'on puisse compter sur elle mais que son redressement économique remarquable et sa position en Europe la rendent incontournable. Malgré toutes ces difficultés, dans ces années sombres de la guerre froide, le soutien réciproque entre les deux États est réel sur les sujets les plus importants.
Jusqu'au début des années 1950, les gouvernements successifs de la IVe République se trouvent confrontés à une réalité financière, sociale et économique difficile qui les met de fait en situation de dépendance à l'égard des États-Unis et les empêche de développer une diplomatie ambitieuse en propre,.
| Pays                 | %      |
| -------------------- | ------ |
| Grande-Bretagne      | 32,9 % |
| France               | 21 %   |
| Allemagne de l'Ouest | 11,7 % |
| Italie               | 10,5 % |
| Benelux              | 8 %    |

Largement bénéficiaire du plan Marshall, la France doit se rallier à la constitution de l'Allemagne de l'Ouest par la fusion des trois zones d'occupation et renoncer à toute idée de maintien de l'Allemagne dans un état de démembrement et de soumission aux vainqueurs.
La France craint pour sa sécurité puisque le blocus de Berlin en 1948-1949 montre que tout risque de conflit avec l'Union soviétique n'est pas écarté. La France cherche aussi à former des alliances militaires et participe activement à la constitution de l'Alliance atlantique en avril 1949, souhaitée car nécessaire à sa sécurité mais dominée par les anglo-saxons. La mise en place de l'organisation militaire intégrée de l'OTAN est accélérée par le déclenchement de la guerre de Corée et se traduit par l'installation en France de nombreuses troupes américaines. En 1954-1955, la France doit aussi accepter le réarmement de l'Allemagne de l'Ouest par son entrée dans l'OTAN. En revanche, la France connait des succès dans le domaine de la coopération entre États européens avec la création du Conseil de l'Europe en 1949, de la CECA  en 1951, puis de la CEE en 1957, toutes avancées dans lesquelles elle joue un rôle de premier plan.
En pleine guerre de Corée, la rencontre entre Pleven et Truman en janvier 1951 illustre en premier lieu l'alignement qui existe entre les deux États sur la nécessité de l'engagement de la France en Indochine et plus généralement de la lutte contre le communisme, en second lieu la dépendance dans laquelle se trouve la France pour son réarmement en Europe et pour conduire la guerre en Indochine et en troisième lieu le refus des États-Unis d'instaurer des relations tripartites privilégiées entre les États-Unis, la France et la Grande-Bretagne, celle-ci bénéficiant de fait de bien davantage de considération que la France.
À partir de 1952, la mésentente est grande avec Washington sur la stratégie à mener en Indochine, dont le coût de la guerre est de plus en plus largement supporté par les États-Unis, qui ne signent pas les accords de Genève négociés en juillet 1954 par le gouvernement de Pierre Mendès France. Ce conflit est à peine clos lorsque commence l'insurrection algérienne en fin 1954 que les Américains considèrent être de nature coloniale et donc ne pas ressortir de leur politique d'endiguement du communisme. La crise du canal de Suez en 1956 illustre de manière spectaculaire l'impossibilité pour la France et le Royaume-Uni de mener une politique indépendante de Washington.
Les Américains sont, dès le début, convaincus que l'indépendance de l'Algérie est inévitable et craignent que la France n'y consacre des moyens importants qui seraient ainsi soustraits à l'OTAN. Un conflit long risque aussi d'être pour Moscou une opportunité d'accroître davantage son influence en Afrique du Nord pendant en Égypte en apportant son soutien financier et militaire à Nasser. Les difficultés pour la France de faire entendre sa voix conduisent Mendès France à décider en décembre 1954 d'engager la construction d'armes nucléaires, ce qui sera confirmé par les gouvernements suivants, permettant à de Gaulle de retour au pouvoir en mai 1958 de constituer au début des années 1960 une force de frappe française opérationnelle,,.
Les États-Unis en viennent peu à peu à souhaiter le retour de de Gaulle au pouvoir, dont ils attendent qu'il rétablisse l'autorité de l'État et écarte tout risque de retour des communistes au gouvernement de la France.

### Volonté d'indépendance de la France (1958-1969)
Avec le retour au pouvoir du général de Gaulle en 1958, la décennie qui suit est une période difficile pour les relations bilatérales franco-américaines. Le président français conteste la prédominance américaine et estime que l'instauration d'une paix durable en Europe nécessite de dépasser l'affrontement des blocs de l'Ouest et de l'Est, dominés respectivement par les Américains et les Soviétiques.
Dans une première phase, qui coïncide avec la guerre d'Algérie (1958-1962), de Gaulle cherche plutôt à obtenir des Américains et des Britanniques l'instauration d'un partage systématique des décisions stratégiques en matière de sécurité dans le monde et d'intérêts vitaux des Européens et la réorganisation de l'OTAN afin que tous les leviers de décision et de commandement opérationnel des forces ne soient pas entre les seules mains américaines. Cette remise en cause ne va cependant jamais jusqu'à la rupture, et lors de moments de tensions comme la seconde crise de Berlin ou la crise des missiles de Cuba, la France réaffirme sans ambiguïté son appartenance au monde occidental. Eisenhower et de Gaulle ont tissé des relations d'estime réciproque pendant la seconde Guerre mondiale qui permettent qu'un climat de confiance prédomine dans les relations entre les deux États.
Dans une seconde phase, à partir de 1962, de Gaulle, qui n'a pas obtenu satisfaction des Américains, accentue sa politique d'indépendance et de contestation dans tous les domaines de l'hégémonie américaine. Le volet le plus spectaculaire de cette politique est la sortie du commandement intégré de l'OTAN. Le 9 septembre 1965, de Gaulle annonce que le retrait français de l'OTAN interviendra au plus tard en 1969. Le 7 mars 1966, de Gaulle écrit à Johnson pour lui annoncer sa décision de retirer la France de l'organisation militaire intégrée de l'OTAN, tout en restant membre de l'Alliance Atlantique. Les États-Unis redéploient les 70 000 hommes installés en France, vers la RFA, le Royaume-Uni, la Belgique et l'Italie. Le SHAPE quitte la banlieue de Paris pour s'installer en Belgique.

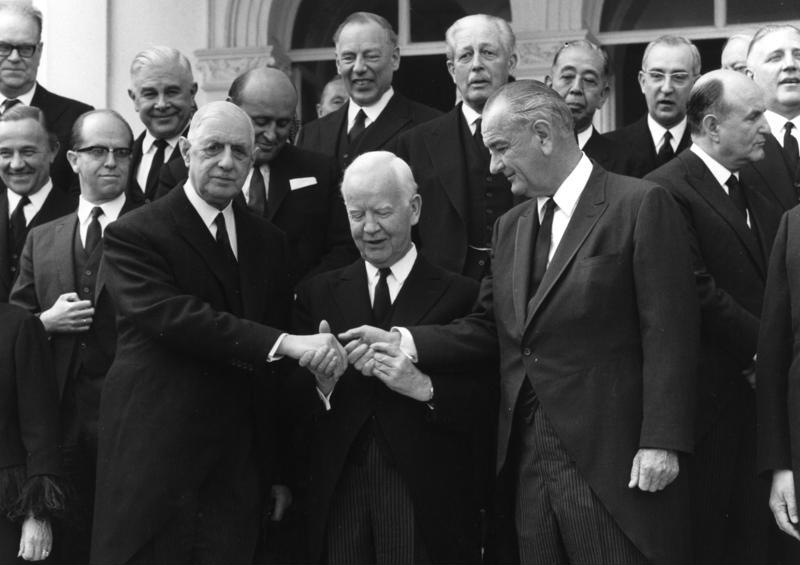
Charles de Gaulle et Lyndon B. Johnson se rencontrant aux obsèques de Konrad Adenauer en 1967. Au centre, le président fédéral allemand Heinrich Lübke.

Durant cette période, de Gaulle tente de développer les relations franco-allemandes pour créer un axe politique fort en Europe, capable de s'écarter de la politique voulue par les États-Unis. Si la réconciliation entre la France et l'Allemagne est un succès, en revanche les tenants d'une Europe plus « atlantique » comme le veulent les Américains réussissent à en limiter la portée tant en RFA que dans la plupart des autres pays européens. De Gaulle ne parvient pas à imposer sa vision d'une « Europe européenne », mais bloque dans cet esprit à deux reprises en 1963 et 1967 l'entrée de la Grande-Bretagne dans la Communauté économique européenne, encore contre le souhait des États-Unis.
La politique américaine en Asie devient aussi à partir de 1964 un sujet de discorde qui ira en s'envenimant jusqu'en 1968. Les relations entre de Gaulle et Lyndon Johnson sont mauvaises, leurs rencontres se limitent aux occasions protocolaires, comme les obsèques de Kennedy. Lors de son Discours de Phnom Penh le 1er septembre 1966, de Gaulle critique ouvertement l'intervention américaine et demande le retrait des troupes. La France tire un certain prestige de sa position sur le conflit au Viêt Nam, joue la carte de la diplomatie et c'est à Paris que s'ouvrent le 13 mai 1968 les négociations directes entre les belligérants.
Dès son retour au pouvoir, de Gaulle accélère le programme nucléaire français et réaffirme tout au long de sa présidence sa volonté de doter la France de l'arme nucléaire. Les États-Unis s'y montrent hostiles dès le début et tentent de s'y opposer de différentes manières : ils proposent la création d'une force nucléaire multilatérale au sein de l'OTAN ou bien refusent d'aider la France dans le développement de sa force de frappe nucléaire en s'appuyant sur la législation très restrictive en matière due partage d'informations et de matériaux nucléaires que contrôle étroitement la commission de l'Énergie atomique américaine. Le 29 juillet 1963, de Gaulle annonce que la France ne signera pas le Traité d'interdiction partielle des essais nucléaires, dont la poursuite est indispensable au développement de la force de frappe française.

### Une nouvelle entente (1969-1989)

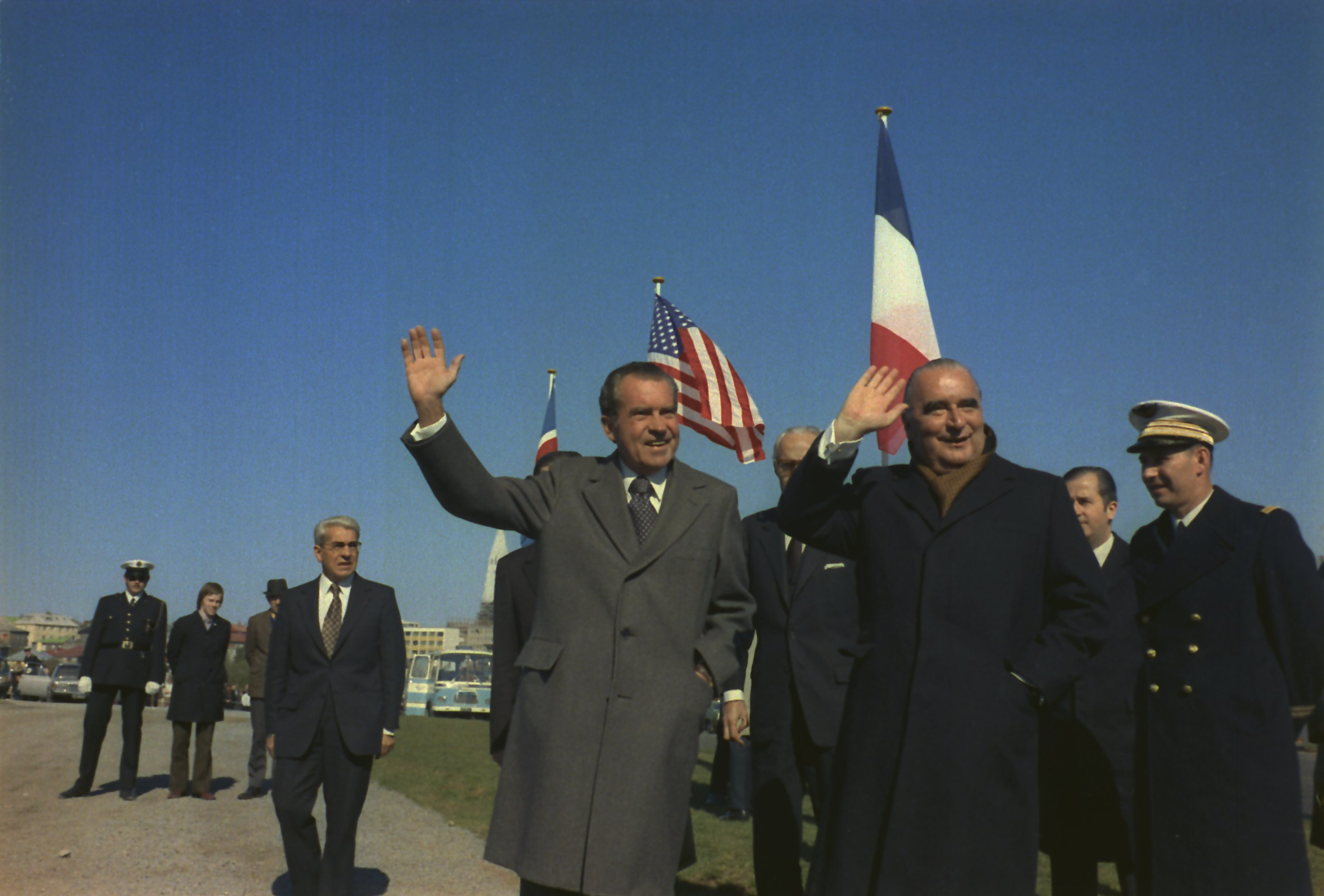
Les présidents Nixon (gauche) et Pompidou (droite) lors du sommet en Islande.

Georges Pompidou choisit clairement d'inscrire sa politique étrangère dans la continuité pour ce qui est des grands principes gaulliens d'indépendance et de dissuasion nucléaire mais avec un souci nouveau de pragmatisme et de coopération avec les alliés de la France. Pompidou relance la dynamique européenne et accepte l'élargissement de la CEE des Six pour inclure le Royaume-Uni, ce qui satisfait les Américains. Les années 1969 à 1973 sont celles de l'apogée de la détente, voulue à la fois par les deux Grands et par les Européens notamment via l'Ostpolitik conduite par Willy Brandt.
Richard Nixon et Henry Kissinger veulent établir avec la France des relations spéciales sur le mode de celles entretenues avec le Royaume-Uni. Ils le manifestent de manière spectaculaire en apportant une aide significative, longtemps restée secrète, au programme nucléaire français. Cependant, à partir de 1973, les tensions resurgissent autour de plusieurs dossiers. La question de l'articulation entre les Américains et les Européens au sein de l'Alliance atlantique revient sur le devant de la scène à l'initiative des premiers et la France demeure particulièrement sensible à tout ce qui pourrait accentuer l'hégémonie américaine.
Kissinger envenime la situation en qualifiant la France « d'enfant rebelle de l'Europe ». La crise monétaire constitue un autre dossier sensible avec l'abandon du dollar comme monnaie de référence en 1971, qui conduit à l'adoption d'un système de taux de changes flottants en 1973 mais dont le règlement final n'intervient qu'en 1976 avec les accords de la Jamaïque. La guerre du Kippour d'octobre 1973 et le choc pétrolier résultant de l'embargo subséquent mettent en évidence l'opposition qui existe entre la France, qui mène une politique largement pro-arabe, et les États-Unis qui font passer leur soutien à Israël avant toute autre considération. Les Européens se rangent largement du côté des Américains dans la recherche d'un règlement à cette crise lors de la conférence de Washington sur l'énergie de février 1974, provoquant un raidissement de la France, sans doute accentué par la maladie de Pompidou qui s'éteint le 2 avril 1974,.

Jimmy Carter et Valéry Giscard d'Estaing descendant les Champs-Élysées en 1978.

Dans un contexte économique et financier préoccupant, Valéry Giscard d'Estaing, jeune président élu sur le thème du changement, s'inscrit finalement à la fois dans une continuité certaine de la politique étrangère menée par ses prédécesseurs et dans une logique d'apaisement des tensions et de resserrement du bloc occidental. Lors de sa rencontre avec le président Gerald Ford en décembre 1974, les questions atlantiques sont revues dans le sens d'une plus grande coopération entre la France et les États-Unis en matière de défense y compris dans le domaine nucléaire, qui va notamment se traduire par des accords opérationnels entre les forces françaises et celles de l'OTAN plus larges, sans que la France ne rejoigne le commandement militaire intégré de l'OTAN, qu'elle a quitté en 1967. En 1975, la France s'aligne sur les positions américaines et accepte une réforme du FMI qui entérine les changes flottants. En contrepoint, Giscard d'Estaing réussit à organiser une concertation régulière entre les plus grandes puissances occidentales, dont la première réunion de ce qui sera appelé le G7 se réunit à Rambouillet en novembre 1975.
La fin du septennat de Giscard d'Estaing est marquée par une nette dégradation des rapports Est-Ouest, résultant de la modernisation de l'arsenal nucléaire soviétique, dont les missiles à moyenne portée SS-20 qui menacent l'Europe et provoquent la crise des euromissiles, de l'invasion de l'Afghanistan et de la situation en Pologne, où Solidarność conteste le pouvoir en place. L'entente forte entre Giscard d'Estaing et le Chancelier allemand Helmut Schmidt conduit la France, souvent en accord étroit avec la RFA, à marquer ses désaccords avec une administration américaine qui apparaît sous Carter manquer de fermeté et de cohérence dans sa politique vis-à-vis des Soviétiques.

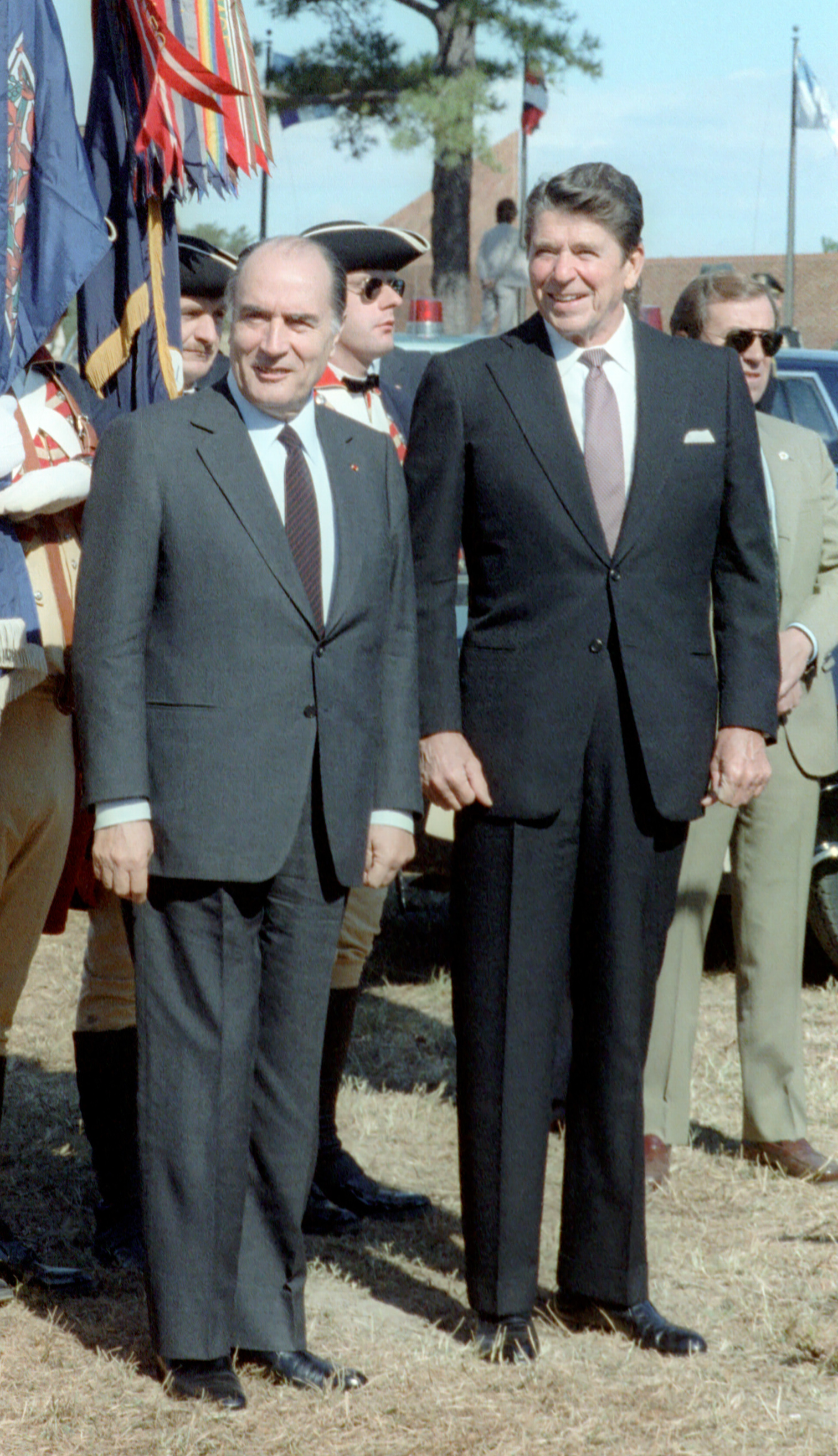
François Mitterrand et Ronald Reagan en 1981.

En 1981, l'alternance politique en France amène au pouvoir François Mitterrand, premier président socialiste de la Ve République. Il forme un gouvernement comprenant des ministres communistes, ce qui a de quoi inquiéter à Washington. Un téléphone bleu est ouvert, à une date inconnue, pendant franco-américain du téléphone rouge. Cette ligne sécurisée permet aux États-Unis et à Paris de communiquer de manière sécurisée, et est gérée successivement par le conseiller militaire Lanxade, le conseiller spécial Jacques Attali, et le conseiller diplomatique Hubert Védrine.
D'emblée, Mitterrand prend ses distances avec Moscou et sur les trois dossiers des SS-20, de l'Afghanistan et de la Pologne, il affiche sa fermeté aux côtés des États-Unis et de l'Allemagne et apaise très vite les craintes de Ronald Reagan et de son vice-président George Bush, qu'il rencontre à Paris en juin 1981 quelques semaines après son élection. Il noue avec Helmut Kohl une relation de grande confiance, grâce notamment à ses prises de position devant le Bundestag le 20 janvier 1983 sur la sécurité en Europe. Ainsi que l'ont fait les présidents précédents de la Ve République dans toutes les situations de tension majeure Est-Ouest, Mitterrand affiche très clairement l'appartenance de la France au bloc occidental. Comme ses prédécesseurs également, Mitterrand n'hésite pas sur des dossiers moins critiques à privilégier l'intérêt de la France aux dépens de la solidarité atlantique, voire européenne, au nom de l'indépendance de la France.
Il en est ainsi en 1981 et 1982 lorsque Mitterrand refuse d'adhérer à la politique de sanctions économiques à l'encontre de l'URSS voulue par Reagan et s'oppose aux Américains sur le GATT. La France ne soutient pas non plus l'Initiative de défense stratégique (IDS) lancée par Reagan en mars 1983 et refuse d'y participer. Fort de sa bonne entente avec Kohl, Mitterrand donne la priorité au renforcement de l'axe Paris-Bonn et à la relance européenne. La France continue de mener sa propre politique au Moyen-Orient. Comme exemple hautement symbolique, elle refuse le survol de son territoire par des avions américains en avril 1986 allant frapper en Libye en représailles contre Kadhafi accusé de soutenir le terrorisme international.
Il revient à Mitterrand, réélu en 1988, de gérer pour la France la fin de la guerre froide. Gorbatchev vient en France en octobre 1985, six mois après sa prise de fonction. Mitterrand est très vite convaincu de sa volonté de réforme intérieure et de détente avec l'Ouest. La politique extérieure de la France se tourne alors vers l'Europe de l'Est et l'Union soviétique. Avec la chute du mur de Berlin le 9 novembre 1989, la grande question redevient l'unification allemande, qui avait été au cœur des quinze premières années de la guerre froide. Mitterrand appuie les Américains dans leur demande forte que l'Allemagne réunie demeure au sein de l'Alliance atlantique.

## Période post-guerre froide (1989-2004)
La chute du mur de Berlin en 1989 et l'éclatement de l'URSS en 1991 mettent fin à la bipolarisation du monde. Cependant, ces événements font entrer le monde dans une période instable, de nouvelles menaces apparaissent comme les conflits régionaux (Palestine) et le terrorisme international (attaque à la bombe du World Trade Center à New York en 1993). Dans ce contexte, les États-Unis et la France se rapprochent pour faire face ensemble à ces menaces.

Néanmoins, Mitterrand, peu avant d'achever son deuxième mandat, décrit les relations franco-américaines comme étant beaucoup plus belliqueuses qu'il n'y paraît :

« La France ne le sait pas, mais nous sommes en guerre avec l'Amérique. Oui, une guerre permanente, une guerre vitale, une guerre économique, une guerre sans mort apparemment. Oui, ils sont très durs les Américains, ils sont voraces, ils veulent un pouvoir sans partage sur le monde. C’est une guerre inconnue, une guerre permanente, sans mort apparemment et pourtant une guerre à mort. »

### Première guerre du Golfe
Il faut ensuite attendre la guerre du Golfe pour voir à nouveau à l'action les relations franco-américaines. Le cas est d'ailleurs d'autant plus intéressant que le président français Mitterrand était socialiste tandis que George Bush était un Républicain. Malgré cette différence politique, l'entente entre les deux alliés fut bonne. Les Américains se félicitèrent d'ailleurs de l'efficacité des troupes françaises à l'occasion de ce conflit, une délégation défilant même à New York à l'occasion d'une parade de la victoire. L'après-guerre en Irak fut pris en mains par quatre pays : le Canada, le Royaume-Uni, les États-Unis et la France. Les missions dévolues à ces nations étaient de contrôler l'espace aérien, de faire respecter les zones d'exclusions et de bombarder au sol tous les sites suspects.
Après plusieurs temps de ce régime sévère, la France et le Canada décidèrent de ne plus accepter les missions de bombardement au sol et se contentèrent alors de missions d'observations ou de protection de l'espace aérien. C'est à ce moment-là qu'éclate l'entente franco-américaine, en pleine ère Clinton. Ainsi, plutôt que de régler à l'abri des regards une affaire d'espionnage économique, le ministre de l'Intérieur Charles Pasqua révèle publiquement celle-ci en février 1995, faisant expulser le chef de poste de la CIA à Paris, Richard L. Holm, ainsi que quatre autres agents sous couverture diplomatique.

Bill Clinton et Jacques Chirac à l'Élysée en 1999.

Depuis les toutes dernières années des présidences Clinton, la France et le Canada militent pour un assouplissement de l'embargo en Irak et disent que c'était avant tout la population qui en subissait les conséquences. L'UNICEF évoqua même un bilan catastrophique de 500 000 enfants morts en raison de cet embargo. Les États-Unis et le Royaume-Uni , en raison de leur attitude « guerrière » vis-à-vis de l'Irak, ne parviennent pas à signer des contrats avec le gouvernement irakien pour la période d'après-embargo. La France, en revanche, engrange les contrats. Ces derniers seront d'ailleurs souvent utilisés par les Américains pour critiquer la position française sur l'affaire irakienne de la deuxième guerre du Golfe. Par la suite les deux pays ont coopéré militairement dans plusieurs crises : Bosnie-Herzégovine, Kosovo, Afghanistan, Haïti, etc.

### Attentats du 11 septembre
Les attentats du World Trade Center à New York donnent l'occasion aux deux pays de prouver au monde la solidarité qui les unit. Jacques Chirac est le premier chef d'État étranger à annoncer son soutien au peuple américain. Le 12 septembre 2001, la France propose à l'ONU une résolution condamnant les attentats de la veille : la résolution 1368 est adoptée par le Conseil de sécurité.
Elle engage ainsi ses forces aériennes et navales dans la Guerre d'Afghanistan depuis le début des opérations.
En 2004, la coopération entre les forces françaises et américaines en Afghanistan se place dans de la Force internationale d'assistance et de sécurité (FIAS). À la suite de l'accord du sommet d'Évian-les-Bains de juin 2003, la France a également envoyé plus de 200 commandos des forces spéciales. Elles sont sous le contrôle des Américains et relèvent aussi du commandement d'Henri Bentégeat, chef d'état-major des armées. Elles reçoivent la confiance des forces américaines qui leur offrent la totalité des informations disponibles. Elles sont épaulées par l'action des forces aériennes américaines.
Selon le quotidien américain The Washington Post (3 juillet 2005), les services secrets français et américains (respectivement la DGSE et la CIA), ont créé en 2002 une unité spéciale à Paris, appelée « Alliance Base ». Elle organisait jusqu'en 2009 la recherche de suspects liés aux réseaux islamistes terroristes.

### Crise de la guerre d'Irak

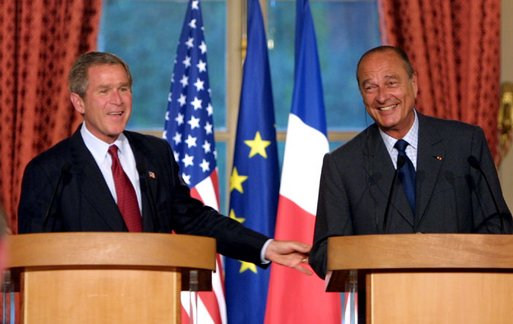
George W. Bush et Jacques Chirac à l'Élysée en 2002.

La France refuse de prendre part à la guerre d'Irak menée par les Américains : elle se veut cependant « aux côtés » et non "derrière" les États-Unis. Cette ambition fait apparaître de profondes divergences, qui atteignent leur paroxysme en 2003.
À partir de 2002, la diplomatie française s'oppose de plus en plus frontalement à la volonté de l'administration américaine d'intervenir militairement en Irak. Le 14 février 2003, Dominique de Villepin, alors ministre des Affaires étrangères, prononce au Conseil de sécurité des Nations unies un discours s'opposant fermement à l'entrée en guerre; c'est le plus grand contentieux entre les deux pays. Cependant, la France décide d'ouvrir son espace aérien aux avions militaires américains qui sont utilisés pour bombarder l'Irak.
Se développe alors dans certains médias et dans une partie de l'opinion américaine un fort ressentiment à l'égard des Français, notamment avec l'expression « Cheese-eating surrender monkeys » (littéralement « singes capitulards bouffeurs de fromage ») pour désigner les Français. Le 15 mai 2003, l'ambassadeur de France à Washington, Jean-David Levitte, publie une lettre à l'attention des directeurs de presse américains, dans laquelle il dénonce les fausses informations dont la France est victime.
Parallèlement, s'accentue en France un sentiment négatif à l'égard de la politique des États-Unis. Lors d'un sondage CSA-La Croix, réalisé le 22 septembre 2004 à l'occasion des élections présidentielles américaines, 33 % des Français se disent « inquiets » à l'évocation des États-Unis, contre 12 % quatre ans auparavant, et 87 % d'entre eux auraient voté pour l'opposant John Kerry. George W. Bush remportera finalement ces élections, au regret de nombreux Français qui craignent que cette réélection empêche une véritable reprise des relations politiques.

### Le dégel
Les relations s'améliorent avec Nicolas Sarkozy à la présidence de la république qui décide de rejoindre à nouveau le commandement militaire de l'OTAN, le sénateur John McCain le distingue alors comme le premier Français pro-américain depuis La Fayette,.

## Situation actuelle (depuis 2004)

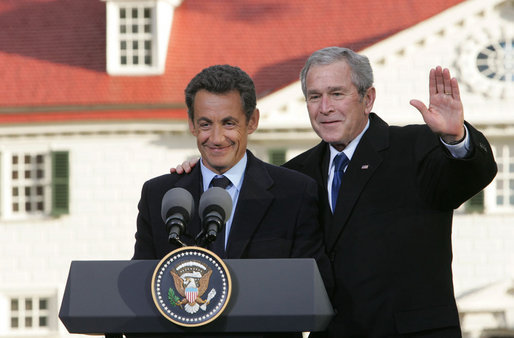
Nicolas Sarkozy et George W. Bush à Mount Vernon en 2007.

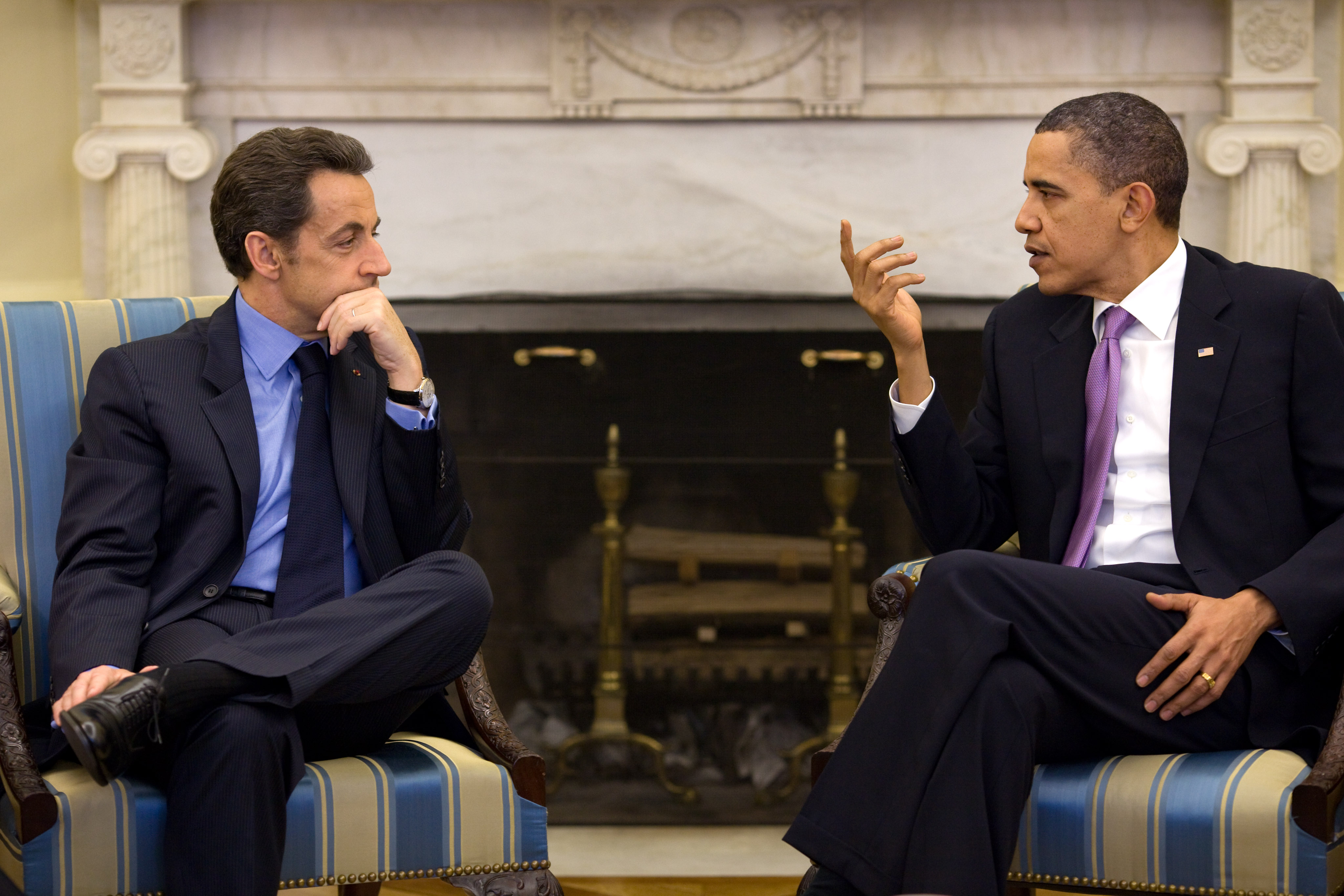
Nicolas Sarkozy et Barack Obama dans le Bureau ovale de la Maison-Blanche en 2009.

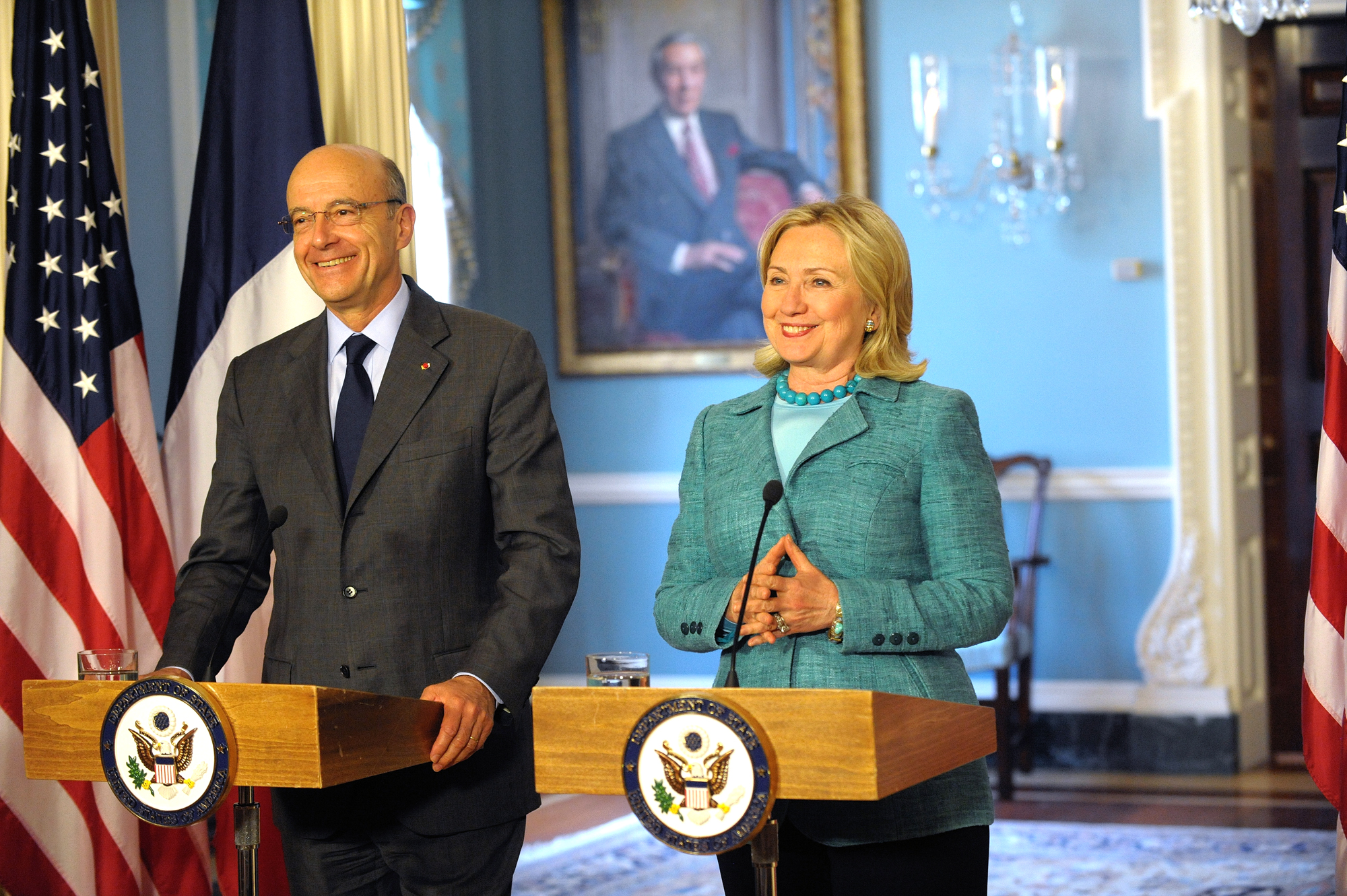
Le ministre français des Affaires étrangères Alain Juppé et la secrétaire d'État Hillary Clinton en 2011.

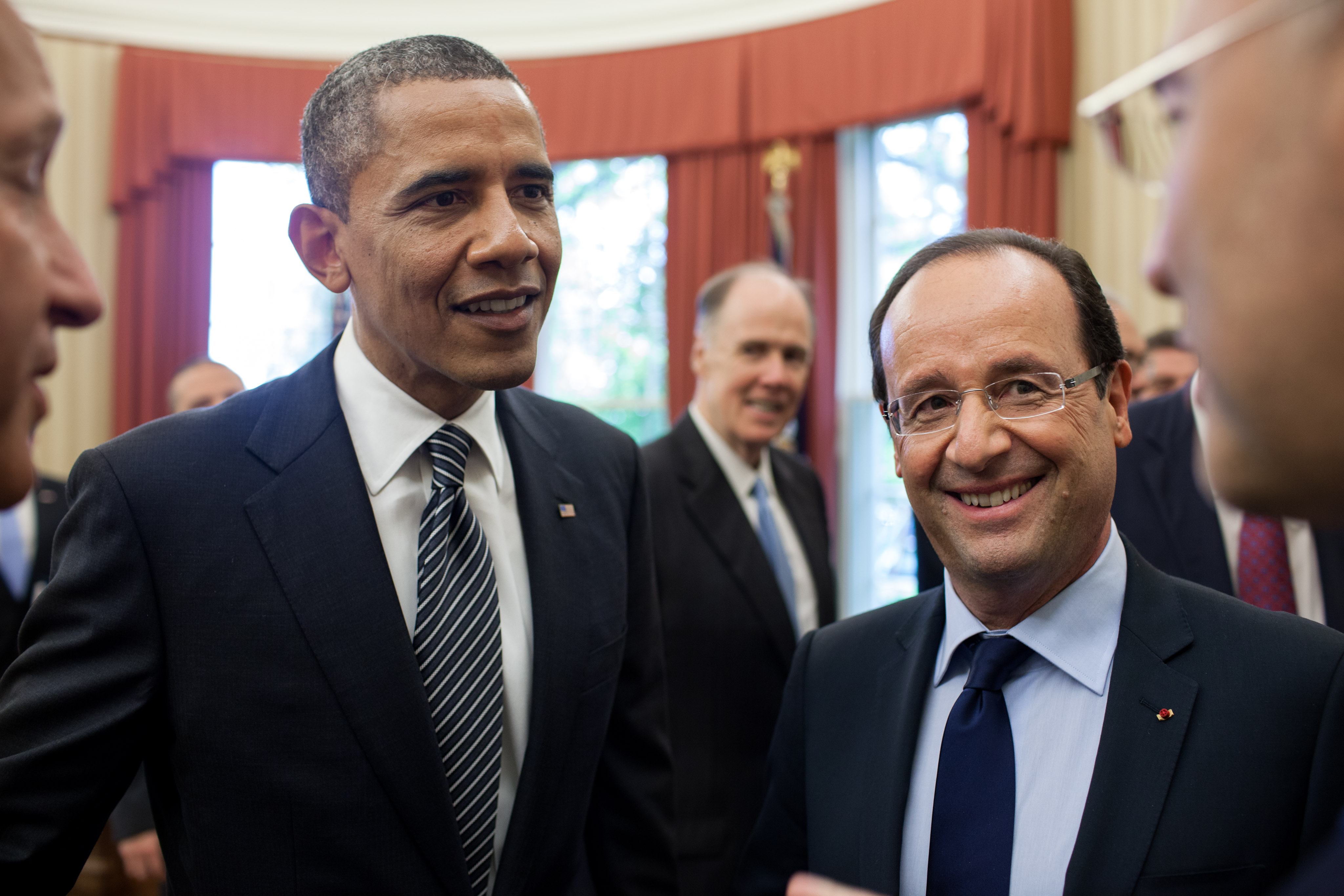
Barack Obama et François Hollande dans le Bureau ovale de la Maison-Blanche en 2012.

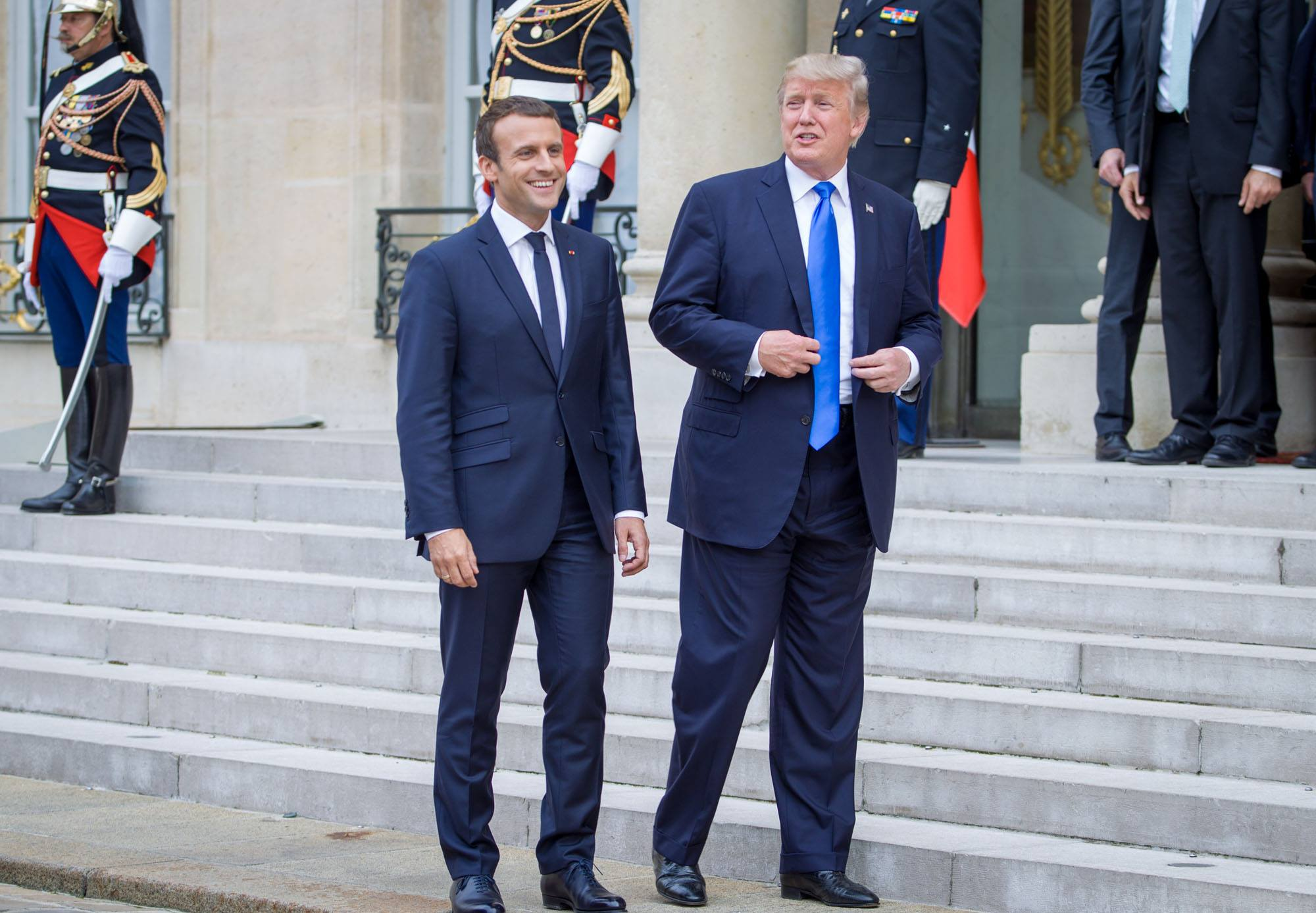
Emmanuel Macron et Donald Trump au palais de l'Élysée en 2017.

En mi-2004, le commerce bilatéral a repris une activité normale et certains Américains ont même proclamé que la France avait eu raison de ne pas intervenir militairement en Irak. En novembre 2004, à la suite de la crise ivoirienne, les États-Unis soutiennent la résolution 1572 présentée par la France devant le conseil des Nations unies, qui prononce un embargo sur les armes ivoiriennes. En février 2005, les deux pays se rejoignent sur le problème libanais : ils appellent ensemble au retrait des troupes syriennes du Liban et proposent la résolution 1559, votée le 2 septembre 2004 à l'ONU. Le 14 octobre 2005, Condoleezza Rice s'est entretenue avec le président de la République et Philippe Douste-Blazy. Ils travaillent ensemble sur le dossier nucléaire iranien. La France a également soutenu le projet de résolution américain contre la Corée du Nord en octobre 2006.
Jacques Chirac est placé sur écoute par la NSA à partir de 2006. Il avait toutefois déjà par le passé, alors qu'il était premier ministre sous Valéry Giscard d'Estaing, été espionné par des agences américaines. Par la suite, les présidents Nicolas Sarkozy et François Hollande seront à leur tour mis sur écoute, avant que n'éclate le scandale de la NSA.
Le retour de la France dans le commandement intégré de l'OTAN début 2009 marque le renforcement de l'alliance entre Paris et Washington.
Dans un sondage effectué en mai 2007 pour le CSA et la French-American Foundation France, l'image de la France aux États-Unis s'est améliorée puisque 48 % des Américains reconnaissent la France comme un partenaire et 41 % ont de la sympathie envers la France,. Selon le même sondage, seuls 15 % des Français éprouvent de l'antipathie à l'égard des États-Unis
Le début de la relation entre Emmanuel Macron  et Donald Trump est décrit comme « solide » en dépit de leurs styles divergents. À l'occasion du centenaire de l'entrée en guerre des États-Unis dans le premier conflit mondial du XXe siècle, le président français invite son homologue américain pour le défilé militaire du 14 juillet sur l'avenue des Champs-Élysées,. Cette relation se dégrade assez rapidement en raison de divergences concernant le retrait des États-Unis de l'accord sur le nucléaire iranien en mai 2018, des décisions de Donald Trump au sujet des taxes sur les importations d'acier et d'aluminium, puis, en novembre 2018, quand Emmanuel Macron pousse à une autonomisation de la défense européenne alors que le président américain, est en visite en France pour participer aux commémorations de la fin de la Grande guerre,.
En réponse, Trump dans quelques tweets attaque le président français en pointant sa faible popularité et le niveau de chômage en France,. Ces tweets sont accompagnées par une « attaque frontale » contre le président français avec le slogan : « Make France Great Again »,,. Par la suite, les diplomaties respectives se sont efforcées de relativiser la virulence de ces tweets.
Le 10 juillet 2020, le Bureau du représentant américain au commerce a décidé d'imposer des droits de douane supplémentaires de 25 % sur les produits français en réponse à l'adoption par la France d'une taxe sur les services numériques qui cible « injustement », selon les services de ce bureau, les entreprises américaines de technologie numérique. Les droits de douane supplémentaires ont une valeur commerciale de 1,3 milliard de dollars. Ces droits de douane sont suspendus en mars 2021 pour une période de 4 mois.

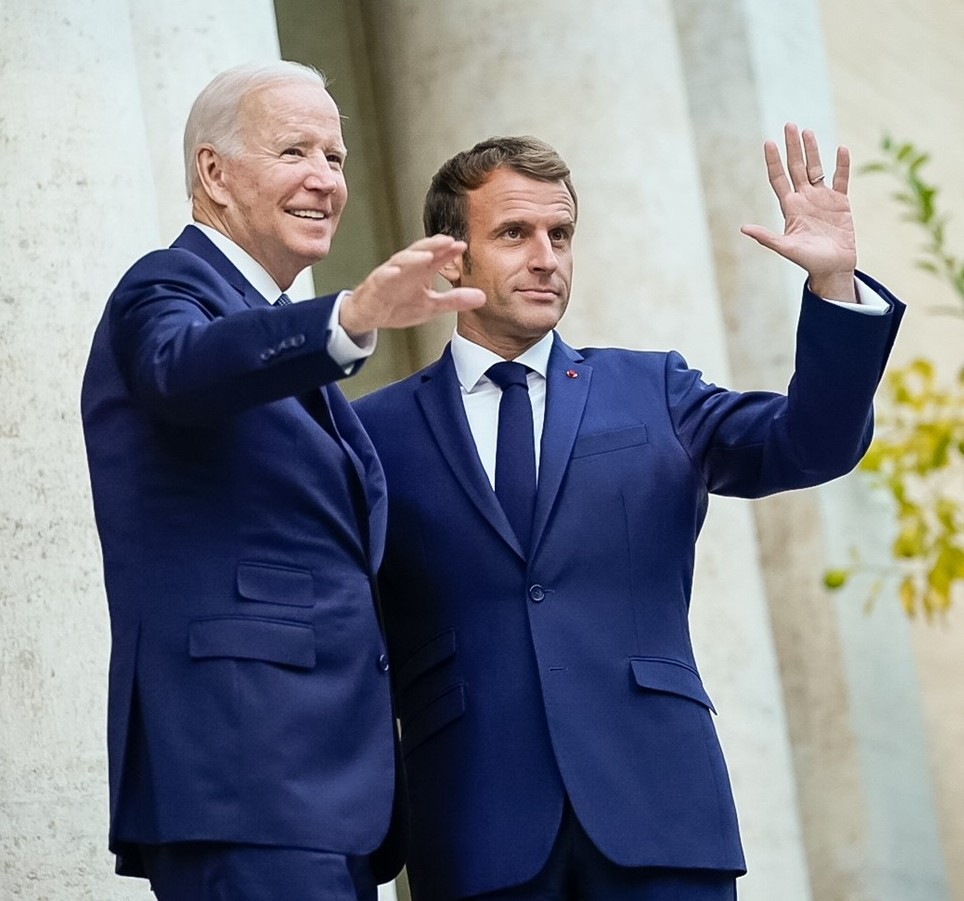
Rencontre entre le président Biden et le président français Macron à Rome, le 29 octobre 2021

En mai 2021, la presse divulgue que « des données SMS, appels, trafic Internet et autres services de messagerie de plusieurs hauts responsables politiques européens » sont espionnées.
En septembre 2021, le dévoilement à Washington du partenariat compris dans AUKUS implique de fait la rupture brutale d'un contrat d'armement de la marine australienne conclu avec l'industriel français Naval Group entre les représentants des deux gouvernements en décembre 2016. En réaction, l'ambassadeur de France est rappelé immédiatement le 17 septembre pour consultations, marquant le début d'une crise diplomatique. Son retour est convenu par téléphone entre les deux chefs d'État à partir du 27 septembre. Effectivement, l'ambassadeur de France est de retour à Washington le 29 septembre 2021.

### Israël
Un point de divergence important entre la France et les États-Unis est la question du conflit israélo-arabe. La France fut, jusqu'en 1967, l'allié privilégié d'Israël. Depuis la guerre de 1967, De Gaulle a mis à l'index Israël et sa politique. Depuis lors, la diplomatie française a gardé la même ligne, résumée dans l'expression « la politique arabe du Quai d'Orsay ». Aux États-Unis, en revanche, on assiste très passivement aux premières années difficiles de l'État israélien, et puis on change nettement d'attitude par la suite au point de remplacer la France comme allié privilégié d'Israël après 1967. La France tenta de ménager les intérêts arabes et israéliens durant son alliance avec Israël, tandis que les États-Unis apparaissent plus comme un grand frère protecteur et nourricier qui laisse faire. George W. Bush avait ainsi mis le président de l'Autorité Palestinienne Yasser Arafat sur la touche alors qu'il bénéficiait d'une protection française (Yasser Arafat avait l'habitude d'appeler Jacques Chirac, « Dr Chirac »).

### Railleries
Les relations franco-américaines sont de plus détériorées par des mouvements « anti », existants dans les deux pays. De nombreux Français sont antiaméricains ; idem de l'autre côté de l'Atlantique avec le « french bashing » où les blagues antifrançaises sont légion et la littérature antifrançaise copieuse. Les Français et les Anglais ont, depuis huit siècles déjà, le même type de relations agressives. Ces huit siècles d'échanges d'insultes n'ont toutefois pas empêché les deux démocraties de s'unir pour affronter ensemble les délicats écueils du XXe siècle, aussi personne ne peut pronostiquer l'évolution des relations franco-américaines à l'avenir qui oscilleront, comme par le passé, entre la guerre froide et l'amitié sincère.
Dans un entretien accordé aux journalistes américains de l'International Herald Tribune le 20 mars 2002, Jacques Chirac exprimait son sentiment face à l'antiaméricanisme en France :

« Je ne peux pas accepter l'idée qu'il y aurait un phénomène culturel d'antiaméricanisme en France, pas plus qu'il n'y a un phénomène d'antisémitisme, malgré les déclarations d'un vice-ministre israélien qui souhaite que des Juifs français viennent s'installer en Israël! Il n'y a pas d'antiaméricanisme. En tous les cas ce n'est pas vrai dans le sens de l'opinion publique. Alors, je le répète, il y a les choses qui agacent les Français, c'est vrai, mais cela relève des querelles naturelles de famille. Il n'y a pas, je le répète, d'antiaméricanisme. Dans une vraie famille il y a des personnalités, tout le monde n'est pas forcément aligné, mais lorsque la solidarité est nécessaire, elle est toujours là. »

## Français aux États-Unis
- Le Marquis de La Fayette. Il se rend en Amérique en 1780, afin de soutenir les Américains dans leur guerre d'indépendance.
- Jean-Jacques Audubon (1785-1851), ornithologue.
- Alexis de Tocqueville, est un penseur politique, historien et écrivain français. Il a écrit De la démocratie en Amérique.
- Les botanistes André Michaux et son fils François André Michaux.
- Pierre Omidyar, fondateur du site d'enchères eBay ; Aujourd'hui richissime, il est né à Paris en 1967 d'origine iranienne. Il émigra aux États-Unis à l'âge de 16 ans.
- Jacques Chirac, à la suite des attentats du 11 septembre, le 12 plus précisément, se rend à Washington à la rencontre de George W. Bush et apporte ainsi le soutien de la France, aux Américains.
- Tony Parker, basketteur ayant vécu en France, fut champion NBA dans l'équipe des Spurs de San Antonio en 2003, 2005, 2007 (MVP de la finale) et 2014 ; il vit à San Antonio au Texas.
- Jean-Marc Mormeck : boxeur français, champion du monde des lourds-légers WBA depuis le 23 décembre 2001, champion unifié WBA et WBC depuis le 2 avril 2005. Il s'entraîne dans l'Ohio et en Floride.
- Patricia Meunier-Lebouc : golfeuse française ayant gagné le Nabisco Championship 2003 ; elle habite à Jupiter (Floride).
- Sébastien Bourdais : champion américain de Champcar (sport automobile) en 2004, 2005, 2006 et 2007, il habite à Tampa en Floride.
- Francis Veber, scénariste, réalisateur de films.
- Vanessa Paradis, chanteuse, a vécu avec Johnny Depp.
- Ariane Daguin, fille du chef André Daguin, dirigeante de l'entreprise D'Artagnan, spécialisée dans le foie gras et les magrets de canards, et qui génère 45 millions de dollars de chiffre d'affaires[64].
- Jean-Louis Gassée, informaticien et homme d'affaires, ex-dirigeant d'Apple et fondateur de Be. Il vit à Palo Alto, en Californie.
- Le chanteur Johnny Hallyday vivait à Los Angeles.
- L'acteur et réalisateur Dany Boon ayant vécu à Los Angeles durant cinq ans.
- L'acteur Omar Sy vivant à Los Angeles.
- Le musicien Michel Polnareff.
- Le chanteur et acteur David Charvet.
- Nicolas Sarkozy s'est présenté devant le Congrès américain le 7 novembre 2007 afin de renouer les relations franco-américaines.
- Le catcheur André The Giant y est devenu une figure emblématique de ce sport. Sa popularité y est plus importante qu'en France. (voir article connexe)

## Américains en France
- Joséphine Baker, cette artiste de music-hall et résistante originaire de Saint-Louis a longtemps travaillé à Paris puis a vécu dans le sud de la France. Elle obtient la nationalité française en 1937.
- Sidney Bechet (bien qu'un temps expulsé de France à la suite d'une rixe) s'installe en France les dix dernières années de sa vie, s'y marie en 1951 et y meurt, à Garches, en 1959.
- George Gershwin a composé Un Américain à Paris lors d'un séjour dans cette ville.
- Eugène Bullard qui à combattu aux côtés des soldats Français lors de la Première Guerre Mondiale et est devenu grâce à l'armée de l'air française le premier pilote noir au monde.
- Alexander Calder (1891-1926) : sculpteur, arrivé à Paris en 1926, passa ensuite une grande partie de son existence en France.
- Ernest Hemingway a vécu à Paris de 1921 à 1927.
- William Saroyan a vécu au 74, rue Taitbout.
- Man Ray a exercé la majeure partie de sa carrière de photographe à Paris.
- Jim Morrison : inhumé au cimetière du Père-Lachaise (Paris).
- Olivia de Havilland (1916-2020), actrice hollywoodienne, née britannique mais naturalisée américaine, installée à Paris des années 1950 à sa mort.
- Donald Cardwell (1935-2024) : costumier de théâtre, effectua l'essentiel de sa carrière en France, acquérant la notoriété pour ses nombreuses participations à l'émission Au théâtre ce soir.
- William Christie, claveciniste et chef d'orchestre né en 1944, naturalisé français en 1995, fondateur de l'ensemble Les Arts florissants.
- John Malkovich vivait avec sa famille en France, dans le Vaucluse.
- Brad Pitt et Angelina Jolie vivaient en partie sur la Côte d'Azur.
- Johnny Depp vivait au Plan-de-la-Tour avec son ex-compagne la chanteuse et actrice française Vanessa Paradis et leurs deux enfants.
- La chanteuse de jazz américaine Dee Dee Bridgewater est installée à Paris depuis 1986.
- Norman Spinrad, né le 15 septembre 1940 à New York, est un auteur de science-fiction américain. Il vit depuis plusieurs années à Paris.
- Nina Simone passe ses dernières années à Paris.
- Tina Turner vivait en France, dans les alentours de Nice, dans une immense villa resplendissante.